# Municipio de Smith (Carolina del Norte)
El municipio de Smith (en inglés: Smith Township) es un municipio ubicado en el  condado de Duplin en el estado estadounidense de Carolina del Norte. En el año 2010 tenía una población de 2.517 habitantes.

## Geografía
El municipio de Smith se encuentra ubicado en las coordenadas 35°1′28.35″N 77°48′48.71″O / 35.0245417, -77.8135306.